# Dubinin Trough
Koordinaten: 67° 10′ S, 80° 30′ O
Der Dubinin Trough (russisch Жёлоб Дубинина Scholob Duninina) ist ein Tiefseegraben vor der Ingrid-Christensen-Küste des ostantarktischen Prinzessin-Elisabeth-Lands.
Die seit August 1985 vom Advisory Committee on Undersea Features anerkannte und ins Englische übertragene Benennung erfolgte auf Vorschlag von Galina Agapowa vom Geologischen Institut der Akademie der Wissenschaften der UdSSR. Namensgeber ist Alexander Josifowitsch Dubinin (1908–1963), Kapitän des Forschungsschiffs Ob von 1958 bis 1961.